# Piero Vivanco
Piero Antonio Vivanco Ayala (Lima, Perú, 17 de enero de 2000) es un futbolista peruano. Juega como centrocampista y su actual equipo es el Comerciantes Unidos de la Primera División del Perú.

## Trayectoria
Fue formado las canteras de Deportivo Municipal y Sporting Cristal antes de llegar al Esther Grande de Bentín, donde se iría al Huachipato. En el 2017, fue de los mejores jugadores en la Copa Federación, anotando 22 goles y siendo nominado al mejor jugador de la categoría 2000.

### Huachipato
A inicios del 2018, Vivanco llegó hasta Chile para jugar en Huachipato. Pero tuvo que esperar hasta tener la mayoría de edad para ser fichado por el club, que lo contrató por cinco temporadas. En octubre del mismo año se dio su debut profesional, donde ingresó en el minuto 89 en reemplazo de Joaquín Verdugo en la victoria por 2-0 sobre Unión La Calera. En esa temporada solo jugó 3 partidos y disputó 52 minutos. En 2019 apenas jugó 1 partido, en la derrota 4-2 ante Curicó Unido.

### Universidad San Martín
En 2020, llegó a la Universidad San Martín en calidad de cedido por un año para jugar por primera vez en la Liga 1. Marcó su primer gol con el club en la victoria de San Martín por 3-1 a Ayacucho FC.

### Alianza Lima
A finales del 2021, ficha por el Alianza Lima por 3 temporadas, pero sería cedido a préstamo.

### Sport Boys
Para la temporada 2022 es cedido en calidad de préstamo al Sport Boys. Disputa 32 partidos, incluyendo dos partidos de la Copa Sudamericana 2022. Marcó dos goles esa temporada.

### Atlético Grau
En 2023 fue cedido al Atlético Grau, apareciendo en 19 partidos de la temporada. A inicios de la temporada 2024 regresaría al Alianza Lima, pero tras no ser tomado en cuenta por el DT, fue cedido nuevamente al Atlético Grau.

## Selección nacional
En 2015 fue convocado en la Selección de fútbol sub-15 del Perú  por Juan José Ore para disputar el Campeonato Sudamericano de Fútbol Sub-15 de 2015 realizado en Colombia, donde la Bicolor quedó en primera fase.

#### Participación en Campeonatos Sudamericanos
| Torneo                      | Sede     | Resultado    |
| --------------------------- | -------- | ------------ |
| Sudamericano Sub-15 de 2015 | Colombia | Primera Fase |

## Clubes y estadísticas
Actualizado el 14 de junio de 2025.
| Club                                | Temporada        | Div              | Liga     | Liga  | Copas nacionales(1) | Copas nacionales(1) | Copas internacionales | Copas internacionales | Total    | Total |
| Club                                | Temporada        | Div              | Partidos | Goles | Partidos            | Goles               | Partidos              | Goles                 | Partidos | Goles |
| ----------------------------------- | ---------------- | ---------------- | -------- | ----- | ------------------- | ------------------- | --------------------- | --------------------- | -------- | ----- |
| CD Huachipato Chile                 | 2018             | 1.ª              | 1        | 0     | 2                   | 0                   | 0                     | 0                     | 3        | 0     |
| CD Huachipato Chile                 | 2019             | 1.ª              | 1        | 0     | —                   | —                   | —                     | —                     | 1        | 0     |
| CD Huachipato Chile                 | Total club       | Total club       | 2        | 0     | 2                   | 0                   | 0                     | 0                     | 4        | 0     |
| Universidad San Martín Perú         | 2020             | 1.ª              | 3        | 1     | Inexistente         | Inexistente         | —                     | —                     | 3        | 1     |
| Universidad San Martín Perú         | 2021             | 1.ª              | 19       | 1     | Inexistente         | Inexistente         | —                     | —                     | 19       | 1     |
| Universidad San Martín Perú         | Total club       | Total club       | 22       | 2     | 0                   | 0                   | 0                     | 0                     | 22       | 2     |
| Sport Boys Perú                     | 2022             | 1.ª              | 30       | 2     | Inexistente         | Inexistente         | 2                     | 0                     | 32       | 2     |
| Sport Boys Perú                     | Total club       | Total club       | 30       | 2     | 0                   | 0                   | 2                     | 0                     | 32       | 2     |
| Atlético Grau Perú                  | 2023             | 1.ª              | 19       | 0     | Inexistente         | Inexistente         | —                     | —                     | 19       | 0     |
| Atlético Grau Perú                  | 2024             | 1.ª              | 17       | 1     | Inexistente         | Inexistente         | —                     | —                     | 17       | 1     |
| Atlético Grau Perú                  | Total club       | Total club       | 36       | 1     | 0                   | 0                   | 0                     | 0                     | 36       | 1     |
| FBC Melgar Perú                     | 2025             | 1.ª              | 5        | 0     | Inexistente         | Inexistente         | 2                     | 0                     | 7        | 0     |
| FBC Melgar Perú                     | Total club       | Total club       | 5        | 0     | 0                   | 0                   | 2                     | 0                     | 7        | 0     |
| Total en carrera                    | Total en carrera | Total en carrera | 95       | 5     | 2                   | 0                   | 4                     | 0                     | 101      | 5     |
| (1) Incluye datos de la Copa Chile. |                  |                  |          |       |                     |                     |                       |                       |          |       |